# 赤ちゃんのお耳
赤ちゃんのお耳（あかちゃんのおみみ）、は都築益世作詞・佐々木すぐる作曲の童謡である。
1946年（昭和21年）に朝日新聞の懸賞募集曲として作られた。

## 解説
1946年（昭和21年）3月14日、敗戦直後の日本を励ますため朝日新聞が健康的なホームソングを全国に募集したものである。
そして、10526通の応募の中から選ばれたものが、ホームソング「朝はどこから」と児童向きの曲「赤ちゃんのお耳」であった。
そして、ホームソング「朝はどこから」はコロムビア新人コンクールで合格した岡本敦郎と安西愛子が吹き込み、「赤ちゃんのお耳」は、コロムビアの専属になったばかりの川田正子とボーイソプラノの加賀美一郎、そしてコロムビアゆりかご会によって吹き込まれたものである。
1946年（昭和21年）6月、コロムビアレコードから発売された。
そもそもこの作品は、戦前から「赤い鳥」に投稿し、杉並区で医院を開業していた作詞者の都築益世が1942年（昭和17年）に「コドモノクニ」に投稿した作品「お耳」を改作し、応募したものであった。